# Manuel Jesús González González
Manuel Jesús González González (El Entrego (San Martín del Rey Aurelio), 24 de marzo de 1941 - Madrid, 21 de septiembre de 2011) fue un economista y político español, académico de la Real Academia de la Historia.

## Biografía
Pertenecía a una familia de pequeños empresarios y estudió con los jesuitas de Gijón. Se licenció en ciencias económicas en la Universidad Complutense de Madrid y aprobó las oposiciones de Técnico Comercial y Economista del Estado. Destinado a trabajar en los Planes de desarrollo de la época a las órdenes de Fabià Estapé. Su amistad e influencia de Pedro Schwartz, le inclinaron hacia la docencia: se doctoró y ganó por oposición la cátedra de Historia de las Doctrinas Económicas en la Complutense madrileña, que cambió después por la cátedra de Historia del Pensamiento Económico en la Universidad a Distancia.
Políticamente militó inicialmente en la Juventud Obrera Cristiana, y simpatizó con el Partido Socialista Obrero Español (PSOE). Después ingresó a la Unión Liberal de Pedro Schwartz, de la que fue vicesecretario general. Fue Secretario de Estado de Universidades, Investigación y Desarrollo, en el Ministerio de Educación y Cultura, durante el periodo 1997-1999, primer mandato como presidente del Gobierno de José María Aznar. En 2003 fue comisario de la Exposición Campomanes y su tiempo e ingresó como académico a la Real Academia de la Historia. El 28 de abril de 2005 fue nombrado presidente de la Cámara de Cuentas de la Comunidad de Madrid.
También fue miembro habitual del jurado de Ciencias Sociales de los Premios Princesa de Asturias. Recibió el premio Libre Empresa de la Fundación del Pino, el premio de Periodismo 2007 de  El Correo y la Gran Cruz de la Orden de Isabel la Católica.

## Obras
- La economía política del franquismo (Tecnos,  Madrid,  1979).
- La Universidad del siglo XXI:  libertad,  competencia y  calidad (Madrid,  Círculo de Empresarios, 1999)